# فیلیپو پلاکانی
فیلیپو پلاکانی (انگلیسی: Filippo Pellacani؛ زادهٔ ۲۶ فوریهٔ ۱۹۹۸) بازیکن فوتبال است.